# Запольский, Павел Иванович
Павел Иванович Запольский (1797—1860) — первый атаман Забайкальского казачьего войска (1851—1856), генерал-майор. Происходил из дворянского рода помещиков Запольских, чье родовое гнездо располагалось на территории Калужской области (Радождево, Козельский уезд). С 1814 года унтер-офицер. В 1831 году участвовал в подавлении Польского восстания. В 1849 году командирован в Восточную Сибирь. Принял деятельное участие в организации забайкальского казачьего войска, но из-за разногласий с губернатором был отправлен в резерв и возвратился в Калужское имение.